# Сферни хармоници
Сферни хармоници у математици представљају угаони део решења Лапласове једначине у сферним координатама. 
Сферне хармонике је први 1782. увео Пјер Симон Лаплас, а облика су:
{\displaystyle Y_{\ell }^{m}(\theta ,\varphi )={\sqrt {{(2\ell +1) \over 4\pi }{(\ell -m)! \over (\ell +m)!}}}\,P_{\ell }^{m}(\cos {\theta })\,e^{im\varphi }}
и решење су једначине:
{\displaystyle {\frac {1}{\sin {\theta }}}{\frac {d}{d\theta }}\left(\sin {\theta }{\frac {dY_{\ell }^{m}}{d\theta }}\right)+(l(l+1)-{\frac {m^{2}}{\sin ^{2}{\theta }}})Y_{\ell }^{m}=0}

## Лапласова једначина
Лапласова једначина у сферним координатама има облик:
{\displaystyle \nabla ^{2}f={1 \over r^{2}}{\partial  \over \partial r}\left(r^{2}{\partial f \over \partial r}\right)+{1 \over r^{2}\sin \theta }{\partial  \over \partial \theta }\left(\sin \theta {\partial f \over \partial \theta }\right)+{1 \over r^{2}\sin ^{2}\theta }{\partial ^{2}f \over \partial \varphi ^{2}}=0.}
Једначину решавамо сепарацијом варијабли претпостављајући решење облика:
{\displaystyle f(r,\vartheta ,\varphi )=R(r)Y(\vartheta ,\varphi )}
Сепарацијом варијабли добија се:
{\displaystyle \Delta R(r)Y(\vartheta ,\varphi )=Y(\vartheta ,\varphi )\Delta _{r}R(r)+{\frac {R(r)}{r^{2}}}\Delta _{\vartheta ,\varphi }Y(\vartheta ,\varphi )=0}
Множећи са {\displaystyle r^{2}} и делећи са {\displaystyle R(r)Y(\vartheta ,\varphi )} добија се:
{\displaystyle {\frac {r^{2}\Delta _{r}R(r)}{R(r)}}+{\frac {\Delta _{\vartheta ,\varphi }Y(\vartheta ,\varphi )}{Y(\vartheta ,\varphi )}}=0}
односно добијају се две једначине:
{\displaystyle {\frac {1}{R}}{\frac {d}{dr}}\left(r^{2}{\frac {dR}{dr}}\right)=\lambda ,\qquad {\frac {1}{Y}}{\frac {1}{\sin \theta }}{\frac {\partial }{\partial \theta }}\left(\sin \theta {\frac {\partial Y}{\partial \theta }}\right)+{\frac {1}{Y}}{\frac {1}{\sin ^{2}\theta }}{\frac {\partial ^{2}Y}{\partial \varphi ^{2}}}=-\lambda .}
Угаона једначина 
{\displaystyle \left({\frac {\partial ^{2}}{\partial \vartheta ^{2}}}+{\frac {\cos \vartheta }{\sin \vartheta }}{\frac {\partial }{\partial \vartheta }}+{\frac {1}{\sin ^{2}\vartheta }}{\frac {\partial ^{2}}{\partial \varphi ^{2}}}\right)Y(\vartheta ,\varphi )=-\lambda Y(\vartheta ,\varphi )}
може даље да се сепарира по две варијабле:
{\displaystyle Y(\vartheta ,\varphi )=\Theta (\vartheta )\Phi (\varphi )}
Одатле се добија:
{\displaystyle \underbrace {{\frac {\sin ^{2}\vartheta }{\Theta (\vartheta )}}\left({\frac {\partial ^{2}}{\partial \vartheta ^{2}}}+{\frac {\cos \vartheta }{\sin \vartheta }}{\frac {\partial }{\partial \vartheta }}\right)\Theta (\vartheta )+\sin ^{2}(\vartheta )\lambda )} _{m^{2}}=\underbrace {-{\frac {1}{\Phi (\varphi )}}{\frac {\partial ^{2}}{\partial \varphi ^{2}}}\Phi (\varphi )} _{m^{2}}}
тј. две једначине:
{\displaystyle {\frac {1}{\Phi (\varphi )}}{\frac {d^{2}\Phi (\varphi )}{d\varphi ^{2}}}=-m^{2}}
{\displaystyle \lambda \sin ^{2}(\theta )+{\frac {\sin(\theta )}{\Theta (\theta )}}{\frac {d}{d\theta }}\left[\sin(\theta ){\frac {d\Theta }{d\theta }}\right]=m^{2}}
Решење прве једначине је:
{\displaystyle \Phi _{m}(\varphi )=A\exp(im\varphi )}
Да би друга једначина имала решење мора бити задовољено {\displaystyle \lambda =l(l+1)}.
Коначно за угао {\displaystyle \theta } добија се једначина:
{\displaystyle {\frac {1}{\sin {\theta }}}{\frac {d}{d\theta }}\left(\sin {\theta }{\frac {d\Theta _{lm}}{d\theta }}\right)-{\frac {m^{2}}{\sin ^{2}{\theta }}}\Theta _{lm}+l(l+1)\Theta _{lm}=0}
Уведемо ли супституцију {\displaystyle x=\cos(\theta )} добија се:
{\displaystyle (1-x^{2})\,\Theta ''-2x\Theta '+\left(\ell [\ell +1]-{\frac {m^{2}}{1-x^{2}}}\right)\,\Theta =0,\,}<
односно једначина чије решење су придружени Лежандрови полиноми {\displaystyle P_{lm}(\cos \vartheta )}. 
Сада треба да нормирамо та решења уз помоћ {\displaystyle \int _{0}^{\pi }|\Theta _{lm}(\vartheta )|^{2}\sin(\vartheta )\mathrm {d} \vartheta =1} па добијамо:
{\displaystyle \Theta _{lm}(\vartheta )={\sqrt {{\frac {2l+1}{2}}\cdot {\frac {(l-m)!}{(l+m)!}}}}\,\,P_{lm}(\cos \vartheta )}
Исто тако треба да се нормира и по другом углу {\displaystyle \int _{0}^{2\pi }|\Phi _{m}(\varphi )|^{2}\mathrm {d} \varphi =1} , па се добија:
{\displaystyle \Phi _{m}(\varphi )={\frac {1}{\sqrt {2\pi }}}\exp(im\varphi ),\quad m\in \mathbb {Z} }.
Заједничко угаоно решење је онда управо функција, коју називамо сферни хармоник:
{\displaystyle Y_{\ell }^{m}(\theta ,\varphi )={\sqrt {{(2\ell +1) \over 4\pi }{(\ell -m)! \over (\ell +m)!}}}\,P_{\ell }^{m}(\cos {\theta })\,e^{im\varphi }}

## Нека својства
Сферни хармоници су ортогонални:
{\displaystyle \int _{\theta =0}^{\pi }\int _{\varphi =0}^{2\pi }Y_{\ell }^{m}\,Y_{\ell '}^{m'*}\,d\Omega =\delta _{\ell \ell '}\,\delta _{mm'},}.
Задовољавају релацију потпуности:
{\displaystyle \sum _{l=0}^{\infty }\sum _{m=-l}^{l}Y_{lm}^{*}(\vartheta ',\varphi ')\,Y_{lm}(\vartheta ,\varphi )=\delta (\varphi -\varphi ')\delta (\cos {\vartheta }-\cos {\vartheta '})}
Осим тога у случају трансформација вреди:
{\displaystyle Y_{lm}(\pi -\vartheta ,\pi +\varphi )=(-1)^{l}\cdot Y_{lm}(\vartheta ,\varphi )}
{\displaystyle Y_{l,-m}(\vartheta ,\varphi )=(-1)^{m}\cdot Y_{lm}^{*}(\vartheta ,\varphi )}
Интеграл три сферна хармоника дат је преко 3-jm симбола:
{\displaystyle {\begin{aligned}&{}\quad \int Y_{l_{1}m_{1}}(\theta ,\varphi )Y_{l_{2}m_{2}}(\theta ,\varphi )Y_{l_{3}m_{3}}(\theta ,\varphi )\,\sin \theta \,\mathrm {d} \theta \,\mathrm {d} \varphi \\&={\sqrt {\frac {(2l_{1}+1)(2l_{2}+1)(2l_{3}+1)}{4\pi }}}{\begin{pmatrix}l_{1}&l_{2}&l_{3}\\[8pt]0&0&0\end{pmatrix}}{\begin{pmatrix}l_{1}&l_{2}&l_{3}\\m_{1}&m_{2}&m_{3}\end{pmatrix}}\end{aligned}}}
где су {\displaystyle l_{1}}, {\displaystyle l_{2}} and {\displaystyle l_{3}} цели бројеви.

## Адициона теорема
Претпоставимо да су два јединична вектора {\displaystyle \mathbf {x} } и {\displaystyle \mathbf {x} '} предстaвљена у сферним кординатама {\displaystyle (\vartheta ,\,\varphi )} односно {\displaystyle (\vartheta ',\,\varphi ')}. Угао између два вектора је онда:
{\displaystyle \cos \gamma =\cos \vartheta \cos \vartheta '+\sin \vartheta \sin \vartheta '\cos(\varphi -\varphi ')\,.}
Адиционa теоремa за сферне хармонике је:
{\displaystyle P_{l}(\cos \gamma )={\frac {4\pi }{2l+1}}\sum _{m=-l}^{l}Y_{lm}(\vartheta ,\varphi )Y_{lm}^{*}(\vartheta ',\varphi ').}
За случај када се ради о истом вектору добија се:
{\displaystyle \sum _{m=-\ell }^{\ell }Y_{\ell m}^{*}(\theta ,\varphi )\,Y_{\ell m}(\theta ,\varphi )={\frac {2\ell +1}{4\pi }}}

## Развој по сферним хармоницима
Пошто сферни хармоници чине потпун скуп опртонормалних функција функције могу да се развију преко њих:
{\displaystyle f(\theta ,\varphi )=\sum _{\ell =0}^{\infty }\sum _{m=-\ell }^{\ell }f_{\ell }^{m}\,Y_{\ell }^{m}(\theta ,\varphi ).}
а коефицијенти су:
{\displaystyle f_{\ell }^{m}=\int _{\Omega }f(\theta ,\varphi )\,Y_{\ell }^{m*}(\theta ,\varphi )\,d\Omega =\int _{0}^{2\pi }d\varphi \int _{0}^{\pi }\,d\theta \,\sin \theta f(\theta ,\varphi )Y_{\ell }^{m*}(\theta ,\varphi ).}

## Табела неких сферних хармоника
| Ylm    | l = 0                                       | l = 1                                                                        | l = 2                                                                                            | l = 3 |
| ------ | ------------------------------------------- | ---------------------------------------------------------------------------- | ------------------------------------------------------------------------------------------------ | --- |
| m = -3 |                                             |                                                                              |                                                                                                  | {\displaystyle {\sqrt {\tfrac {35}{64\pi }}}\sin ^{3}{\vartheta }\,e^{-3i\varphi }}                                 |
| m = −2 |                                             |                                                                              | {\displaystyle {\sqrt {\tfrac {15}{32\pi }}}\sin ^{2}{\vartheta }\,e^{-2i\varphi }}              | {\displaystyle {\sqrt {\tfrac {105}{32\pi }}}\sin ^{2}{\vartheta }\cos {\vartheta }\,e^{-2i\varphi }}               |
| m = −1 |                                             | {\displaystyle {\sqrt {\tfrac {3}{8\pi }}}\sin {\vartheta }\,e^{-i\varphi }} | {\displaystyle {\sqrt {\tfrac {15}{8\pi }}}\sin {\vartheta }\,\cos {\vartheta }\,e^{-i\varphi }} | {\displaystyle {\sqrt {\tfrac {21}{64\pi }}}\sin {\vartheta }\left(5\cos ^{2}{\vartheta }-1\right)\,e^{-i\varphi }} |
| m = 0  | {\displaystyle {\sqrt {\tfrac {1}{4\pi }}}} | {\displaystyle {\sqrt {\tfrac {3}{4\pi }}}\cos {\vartheta }}                 | {\displaystyle {\sqrt {\tfrac {5}{16\pi }}}\left(3\cos ^{2}{\vartheta }-1\right)}                | {\displaystyle {\sqrt {\tfrac {7}{16\pi }}}\left(5\cos ^{3}{\vartheta }-3\cos {\vartheta }\right)}                  |
| m = 1  |                                             | {\displaystyle -{\sqrt {\tfrac {3}{8\pi }}}\sin {\vartheta }\,e^{i\varphi }} | {\displaystyle -{\sqrt {\tfrac {15}{8\pi }}}\sin {\vartheta }\,\cos {\vartheta }\,e^{i\varphi }} | {\displaystyle -{\sqrt {\tfrac {21}{64\pi }}}\sin {\vartheta }\left(5\cos ^{2}{\vartheta }-1\right)\,e^{i\varphi }} |
| m = 2  |                                             |                                                                              | {\displaystyle {\sqrt {\tfrac {15}{32\pi }}}\sin ^{2}{\vartheta }\,e^{2i\varphi }}               | {\displaystyle {\sqrt {\tfrac {105}{32\pi }}}\sin ^{2}{\vartheta }\cos {\vartheta }\,e^{2i\varphi }}                |
| m = 3  |                                             |                                                                              |                                                                                                  | {\displaystyle -{\sqrt {\tfrac {35}{64\pi }}}\sin ^{3}{\vartheta }\,e^{3i\varphi }}                                 |